# Coppa del Mondo di sci di fondo 1982
La Coppa del Mondo di sci di fondo 1982 fu la prima edizione della manifestazione organizzata dalla Federazione Internazionale Sci. Nel corso della stagione si tennero a Oslo i Campionati mondiali di sci nordico 1982, le cui gare individuali furono ritenute valide anche ai fini della Coppa del Mondo, il cui calendario non contemplò dunque interruzioni.
La stagione maschile ebbe inizio il 9 gennaio a Reit im Winkl, in Germania Ovest, e si concluse il 27 marzo a Castelrotto, in Italia. Furono disputate 10 gare individuali, in 8 differenti località: 5 a tecnica classica, 3 a tecnica libera. Lo statunitense Bill Koch si aggiudicò la coppa di cristallo, il trofeo assegnato al vincitore della classifica generale; non vennero stilate classifiche di specialità.
La stagione femminile ebbe inizio il 9 gennaio a Klingenthal, in Germania Est, e si concluse il 13 aprile a Kiruna, in Svezia. Furono disputate 10 gare individuali, in 8 differenti località: 6 a tecnica classica, 2 a tecnica libera. La norvegese Berit Aunli si aggiudicò la coppa di cristallo; non vennero stilate classifiche di specialità.

## Uomini

### Risultati
| Data                                    | Località      | Nazione        | Spec.    | Primo                   | Secondo             | Terzo             |
| --------------------------------------- | ------------- | -------------- | -------- | ----------------------- | ------------------- | ----------------- |
| 9 gennaio 1982                          | Reit im Winkl | Germania Ovest | 15 km TC | Pål Gunnar Mikkelsplass | Tor Håkon Holte     | Thomas Wassberg   |
| 16 gennaio 1982                         | Le Brassus    | Svizzera       | 15 km TC | Bill Koch               | Thomas Wassberg     | Benny Kohlberg    |
| 24 gennaio 1982                         | Brusson       | Italia         | 30 km TC | Bill Koch               | Jean-Paul Pierrat   | Sergej Sokarev    |
| Campionati mondiali di sci nordico 1982 |               |                |          |                         |                     |                   |
| 20 febbraio 1982                        | Oslo          | Norvegia       | 30 km TL | Thomas Eriksson         | Lars Erik Eriksen   | Bill Koch         |
| 23 febbraio 1982                        | Oslo          | Norvegia       | 15 km TL | Oddvar Brå              | Aleksandr Zav'jalov | Harri Kirvesniemi |
| 27 febbraio 1982                        | Oslo          | Norvegia       | 50 km TC | Thomas Wassberg         | Jurij Burlakov      | Lars Erik Eriksen |
| 7 marzo 1982                            | Lahti         | Finlandia      | 50 km TC | Oddvar Brå              | Jan Lindvall        | Maurilio De Zolt  |
| 12 marzo 1982                           | Falun         | Svezia         | 30 km TC | Bill Koch               | Dan Simoneau        | Thomas Wassberg   |
| 19 marzo 1982                           | Štrbské Pleso | Cecoslovacchia | 15 km TC | Harri Kirvesniemi       | Thomas Wassberg     | Jochen Behle      |
| 27 marzo 1982                           | Castelrotto   | Italia         | 15 km TL | Bill Koch               | Miloš Bečvář        | Harri Kirvesniemi |

Legenda:

TC = tecnica classica

TL = tecnica libera

### Classifiche

#### Generale
| Pos. | Nome              | Nazione          | Punti |
| ---- | ----------------- | ---------------- | ----- |
| 1    | Bill Koch         | Stati Uniti      | 121   |
| 2    | Thomas Wassberg   | Svezia           | 114   |
| 3    | Harri Kirvesniemi | Finlandia        | 106   |
| 4    | Jean-Paul Pierrat | Francia          | 82    |
| 5    | Oddvar Brå        | Norvegia         | 77    |
| 6    | Jochen Behle      | Germania Ovest   | 67    |
| 7    | Jan Ottosson      | Svezia           | 60    |
|      | Dan Simoneau      | Stati Uniti      | 60    |
| 9    | Giorgio Vanzetta  | Italia           | 57    |
| 10   | Jurij Burlakov    | Unione Sovietica | 56    |

## Donne

### Risultati
| Data                                    | Località      | Nazione        | Spec.    | Prima           | Seconda            | Terza                 |
| --------------------------------------- | ------------- | -------------- | -------- | --------------- | ------------------ | --------------------- |
| 9 gennaio 1982                          | Klingenthal   | Germania Est   | 10 km TC | Květa Jeriová   | Brit Pettersen     | Anna Pasiarová        |
| 15 gennaio 1982                         | La Bresse     | Francia        | 5 km TC  | Květa Jeriová   | Berit Aunli        | Marit Myrmæl          |
| 22 gennaio 1982                         | Furtwangen    | Germania Ovest | 5 km TC  | Květa Jeriová   | Gabriela Svobodová | Blanka Paulů          |
| Campionati mondiali di sci nordico 1982 |               |                |          |                 |                    |                       |
| 19 febbraio 1982                        | Oslo          | Norvegia       | 10 km TL | Berit Aunli     | Hilkka Riihivuori  | Květa Jeriová         |
| 22 febbraio 1982                        | Oslo          | Norvegia       | 5 km TL  | Berit Aunli     | Hilkka Riihivuori  | Brit Pettersen        |
| 26 febbraio 1982                        | Oslo          | Norvegia       | 20 km TC | Raisa Smetanina | Berit Aunli        | Hilkka Riihivuori     |
| 6 marzo 1982                            | Lahti         | Finlandia      | 10 km TC | Anette Bøe      | Berit Aunli        | Inger Helene Nybråten |
| 12 marzo 1982                           | Falun         | Svezia         | 20 km TC | Brit Pettersen  | Marit Myrmæl       | Anette Bøe            |
| 28 marzo 1982                           | Štrbské Pleso | Cecoslovacchia | 10 km TC | Blanka Paulů    | Berit Aunli        | Karin Jäger           |
| 13 aprile 1982                          | Kiruna        | Svezia         | 5 km TC  | Brit Pettersen  | Berit Aunli        | Inger Helene Nybråten |

Legenda:

TC = tecnica classica

TL = tecnica libera

### Classifiche

#### Generale
| Pos. | Nome                  | Nazione        | Punti |
| ---- | --------------------- | -------------- | ----- |
| 1    | Berit Aunli           | Norvegia       | 136   |
| 2    | Brit Pettersen        | Norvegia       | 126   |
| 3    | Květa Jeriová         | Cecoslovacchia | 113   |
| 4    | Marit Myrmæl          | Norvegia       | 104   |
| 5    | Anette Bøe            | Norvegia       | 95    |
| 6    | Anna Pasiarová        | Cecoslovacchia | 92    |
| 7    | Blanka Paulů          | Cecoslovacchia | 81    |
| 8    | Karin Jäger           | Germania Ovest | 79    |
| 9    | Inger Helene Nybråten | Norvegia       | 76    |
| 10   | Marie Johansson       | Svezia         | 74    |